# 舊臺東港
舊臺東港，或稱卑南港，為以前位於台灣台東市的一個港口，位於卑南溪出海口南岸，大約為1880年形成，於戰後廢止，被富岡漁港取代，舊臺東港原址在臺東海濱公園。

## 介紹
舊臺東港大致從1880年左右開始形成，並伴隨著卑南市街發展。港邊並無特別的港灣設施，只是一個固定的船舶停靠處。由於舊臺東港的海岸線平直，港灣亦不深，大型船舶無法停靠，須以小船接駁，其機能在日治中期逐漸被花蓮港取代。因此港口使用不便，在日治後期便產生了在北側的加路蘭另建港口的討論。而加路蘭的港口即為戰後所興建的富岡漁港，1954年5月10日，以「臺東港」之名開工。

### 運輸
日治時期，賀田組經臺灣總督府准許在台灣東部開發，其當時設出張所在臺東港邊，從事運輸事業，1922年改組為櫻組，同時代理大阪商船株式會社，往返基隆、蘇澳、花蓮港、新港、蘭嶼、綠島等地。

### 設施
台東燈塔
1910年，在舊臺東港岸邊設置白色八角形的臺東燈塔。
台東海岸站
1929年，設置臺東海岸站，為臺東海岸線的其中一站，提供港口與鐵路之間的接駁，此車站於2001年正式廢止。
其他
日治時期的舊臺東港附近還設有稅關監視所、水上見張所、水泳池。